# Папацій
Папац (або Папацій) ― хозарський чиновник. Був згаданий у творах візантійських авторів Феофана та Никифора. Разом з архонтським правителем Боспора Балгіцієм наглядав за візантійським імператором Юстиніаном II, коли той переховувався в хозарських володіннях у Фанагорії в 705 році. У творах, Никифор називає його «суплемінником» хозарського кагана та його особистим представником імператора, а Феофан — намісником «від імені кагана» у Фанагорії. Вираз «від особи» (грец. «Ек просопу»), скоріше за все, є калькою, що позначає тюркську посаду тудун. За наказом кагана Папацій і Балгіцій повинні були вбити Юстиніана, але той заздалегідь дізнався про це і, запросивши до себе обох чиновників, задушив їх.